# Манхэттенский проект
«Проект Манхэттен» (англ. Manhattan Project) — кодовое название программы США по разработке ядерного оружия, осуществление которой формально началось 13 августа 1942 года. Перед этим с 1939 года исследования велись в «Урановом комитете» (S-1 Uranium Committee). В проекте принимали участие учёные из Соединённых Штатов Америки, Великобритании, Германии и Канады.
В рамках проекта были созданы три атомные бомбы: плутониевая «Штучка» (Gadget; взорвана при первом ядерном испытании на полигоне Аламогордо 16 июля 1945 года), урановый «Малыш» (Little Boy; сброшена на Хиросиму 6 августа 1945 года) и плутониевый «Толстяк» (Fat Man; сброшена на Нагасаки 9 августа 1945 года).
Руководили проектом американский физик Роберт Оппенгеймер и генерал Лесли Гровс. Для того, чтобы скрыть назначение вновь созданной структуры, в составе военно-инженерных войск армии США был сформирован Манхэттенский инженерный округ (Manhattan Engineering District), а Гровс (до той поры полковник) был произведён в бригадные генералы и назначен командующим этим округом.
В Манхэттенском проекте приняло участие около 130 000 человек, а его стоимость составила почти 2 миллиарда долларов США (около 25 миллиардов долларов по современным ценам). Более 90 % затрат приходилось на строительство заводов и производство расщепляющегося материала, а менее 10 % — на разработку и производство оружия. Исследования и производство проводились на более чем 30 площадках в Соединённых Штатах, Великобритании и Канаде. Проект также занимался сбором разведданных немецкого проекта по производству ядерного оружия. В рамках миссии «Алсос» персонал Манхэттенского проекта работал в Европе, иногда в тылу врага, где собирал ядерные материалы и документы, а также собирал немецких учёных.
Привлечение лучших научных сил мира и огромных производственных возможностей США позволило создать первые в мире образцы ядерного оружия менее чем за три года.
Однако, несмотря на строжайшую секретность Манхэттенского проекта, «атомные шпионы» передали СССР большой объём технической информации, которая была использована при создании советской атомной бомбы.

## Начало
В августе 1939 года физики Лео Силард и Юджин Вигнер составили так называемое письмо Эйнштейна Рузвельту, которое содержало предупреждение о возможной разработке нацистской Германией чрезвычайно мощной бомбы нового типа. В связи с этим авторы письма призывали США обеспечить накопление запасов урановой руды и финансирование исследований Энрико Ферми и других учёных в области цепных ядерных реакций. Письмо было подписано Альбертом Эйнштейном и доставлено президенту США Франклину Рузвельту. Рузвельт назначил Лаймана Бриггса из Национального бюро стандартов главой Уранового комитета для исследования проблем, поднятых в письме. 1 ноября 1939 года комитет доложил Рузвельту, что использование урана позволит создать оружие, обладающее разрушительной силой, значительно превосходящей что-либо известное.
В начале 1940 года Отто Фриш и Рудольф Пайерлс в Бирмингемском университете (Великобритания) сделали оценку критической массы урана-235. Результат был изложен в так называемом «меморандуме Фриша — Пайерлса», который во многом инициировал широкомасштабные исследования возможности создания ядерного оружия.
В июне 1940 года Урановый комитет был преобразован в подкомитет S-1 Исследовательского комитета национальной обороны.
28 июня 1941 года Рузвельт подписал указ 8807 о создании Управления научных исследований и разработок с Вэниваром Бушем в должности директора.
В августе 1941 года британский учёный австралийского происхождения Марк Олифант прилетел в США и провёл ряд встреч с американскими чиновниками и физиками, агитируя «за бомбу».
Вступление США во Вторую мировую войну в декабре 1941 года ускорило исследования по атомной проблеме. Когда весной 1942 года Артур Комптон оценил величину критической массы урана-235 в пределах от 2 до 100 кг, то стало понятно, что можно изготовить атомную бомбу, которую сможет взять на борт самолёт. Президент Рузвельт был проинформирован об этом и санкционировал начало практической работы по созданию такого оружия.
17 июня 1942 года Вэнивар Буш представил президенту доклад, в котором изложил план дальнейшей работы.

## Участники

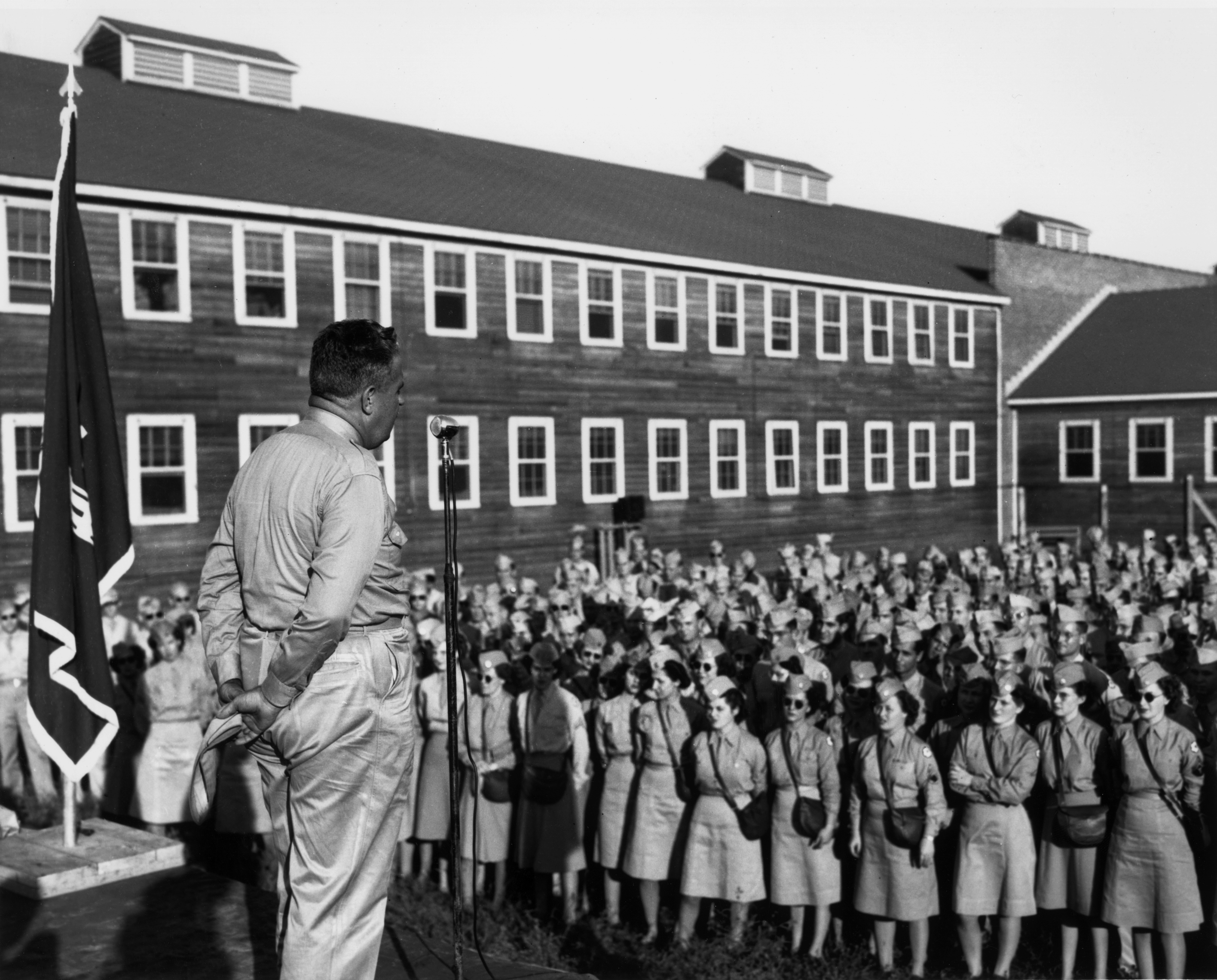
Генерал Лесли Гровс выступает перед персоналом завода в Ок-Ридж, 29 августа 1945 года

В июне 1944 года в Манхэттенском проекте было задействовано около 129 000 человек, из которых 84 500 были задействованы в строительных работах, 40 500 были работниками заводов и 1800 были военнослужащими. Важную роль в проекте сыграли люди-вычислители. При этом 99 % работников проекта не знали, для какой конечной задачи они работают. В 1945 году журнал «Лайф» написал, что до сообщения о первом применении атомной бомбы лишь несколько десятков человек знали конечную цель проекта, ещё около тысячи знали, что происходящее как-то связано с атомом, а остальные 100 тысяч работали «как кроты в кромешной тьме».
В проекте участвовали физики и другие учёные с мировым именем: Рудольф Пайерлс, Отто Фриш, Эдвард Теллер, Энрико Ферми, Нильс Бор, Клаус Фукс, Лео Силард, Джон фон Нейман, Ричард Фейнман, Джозеф Ротблат, Исидор Раби, Станислав Улам, Роберт Уилсон, Виктор Вайскопф, Герберт Йорк, Сэмюэл Аллисон, Эдвин Макмиллан, Роберт Оппенгеймер, Георгий Кистяковский, Эрнест Лоуренс, Ханс Бете, Ганс фон Хальбан, Франц Ойген Симон, Юджин Вигнер, Филипп Хауге Абельсон, Джон Кокрофт, Эрнест Уолтон, Роберт Сербер, Джон Кемени, Альберт Бартлетт, Ник Метрополис, Джеймс Франк, Миртл Бачелдер, Эмилио Сегре, Феликс Блох, Луис Альварес, Георг Плачек, Ву Цзяньсюн, Бруно Росси, Мария Гёпперт-Майер, Уильям Альфред Хигинботам, Норман Хилберри, Уолтер Зинн, Торфин Хогнесс, Джордж Монк.
К секретному проекту были подключены многие крупные учёные, эмигрировавшие в 1933 году из Германии (Фриш, Бете, Силард, Фукс, Теллер, Блох и другие), а также Нильс Бор, вывезенный из оккупированной Германией Дании.
Манхэттенский проект объединил учёных из Великобритании, Европы, Канады, США, среди которых было 12 лауреатов Нобелевской премии, в единый международный коллектив, решивший задачу в кратчайшие сроки.
При этом Манхэттенский проект привёл к некоторому ухудшению отношений США и Великобритании: США воспользовались знаниями учёных из Великобритании, но затем отказались делиться с Великобританией полученными результатами.

## Урановая руда
Ключевым сырьём для проекта был уран. Богатейшим источником урановой руды являлся рудник Шинколобве (Конго), но он был затоплен и закрыт. Однако бельгийский промышленник Эдгар Сенжье успел перевезти в США достаточное количество этой руды на склад в Статен-Айленде.

## Разделение изотопов урана и получение плутония
Перспективными направлениями получения ядерного делящегося материала были признаны получение урана-235 путём обогащения природного урана и наработка плутония-239 путём облучения природного урана-238 нейтронами. Работы по обоим направлениям шли параллельно. Главная сложность при создании взрывного устройства на основе урана-235 заключалась в обогащении урана — то есть в повышении массовой доли изотопа 235U в материале (в природном уране основным изотопом является 238U, доля изотопа 235U примерно равна 0,7 %), чтобы сделать возможной цепную ядерную реакцию (в природном и низкообогащённом уране изотоп 238U препятствует развитию цепной реакции). Получение плутония-239 для плутониевого заряда не было связано напрямую со сложностями в получении урана-235, так как в этом случае используется уран-238 и специальный ядерный реактор.

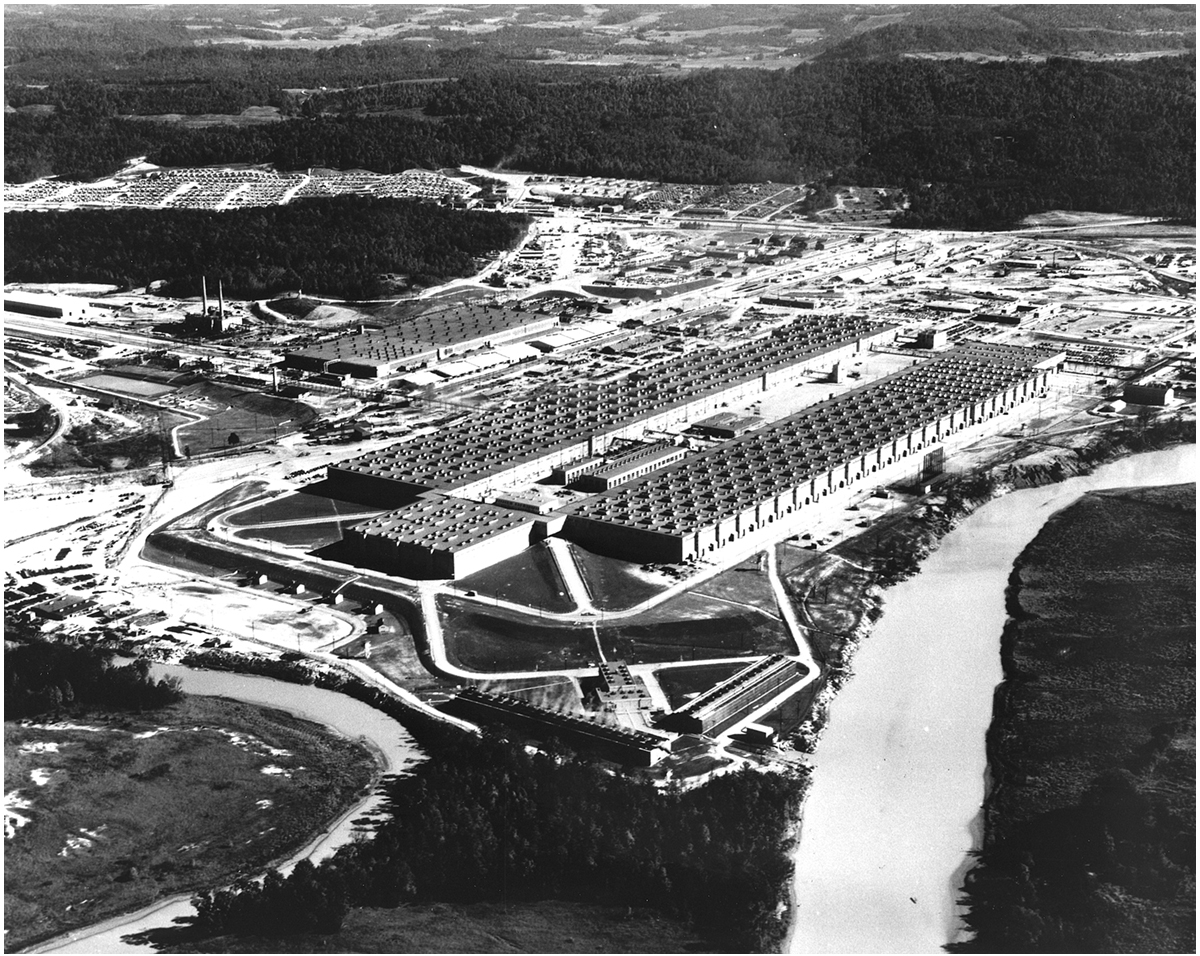
Установка K-25 в Ок-Ридже

Природный уран на 99,3 % состоит из урана-238 и 0,7 % урана-235, но лишь последний является расщепляемым. Химически идентичный уран-235 должен быть физически отделён от более распространённого изотопа. Были рассмотрены различные методы обогащения урана, большинство из которых были практически осуществлены в Ок-Ридж (штат Теннесси). В Ок-Ридж были построены завод электромагнитного разделения (Y-12), за который отвечал Э. Лоуренс, диффузионный завод (K-25), за которые отвечали Г. Юри и Джон Рэй Даннинг, и термодиффузионный завод (S-50), за который отвечал Ф. Абельсон.
Применение наиболее экономной технологии, газовой центрифуги, провалилось, однако электромагнитное разделение, газовая диффузия и термодиффузия успешно применялись в проекте.
Газовая диффузия была наиболее обещающим и в то же время наиболее проблемным методом разделения изотопов. Закон Грэхема гласит, что скорость диффузии газа обратно пропорциональна квадратному корню из его молекулярной массы, так что в контейнере, содержащем полупроницаемую мембрану и смесь двух газов, молекулы более лёгкого газа будут проходить через мембрану со скоростью, большей, чем молекулы более тяжёлого.
28 декабря 1942 года президент Рузвельт подписал распоряжение о строительстве заводов по обогащению урана методом газовой диффузии и электромагнитным методом, а также завода по производству плутония.

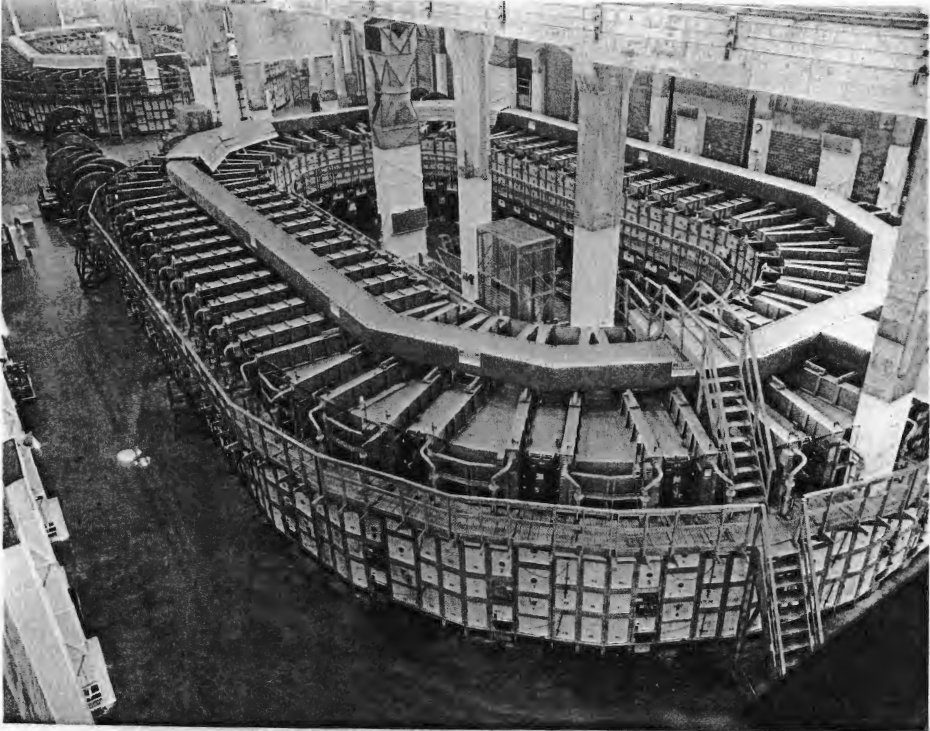
Альфа-версия калютрона в Центре национальной безопасности Y-12, Ок-Ридж

Завод Y-12 осуществлял электромагнитное разделение изотопов по методике Лоуренса. В главном цехе этого завода был установлен большой циклотрон (калютрон) размером с двухэтажный дом. Для создания внутри него сильного магнитного поля использовались катушки с серебряными проводами. На их изготовление потребовалось 15 тыс. тонн серебряных слитков из Казначейства США.

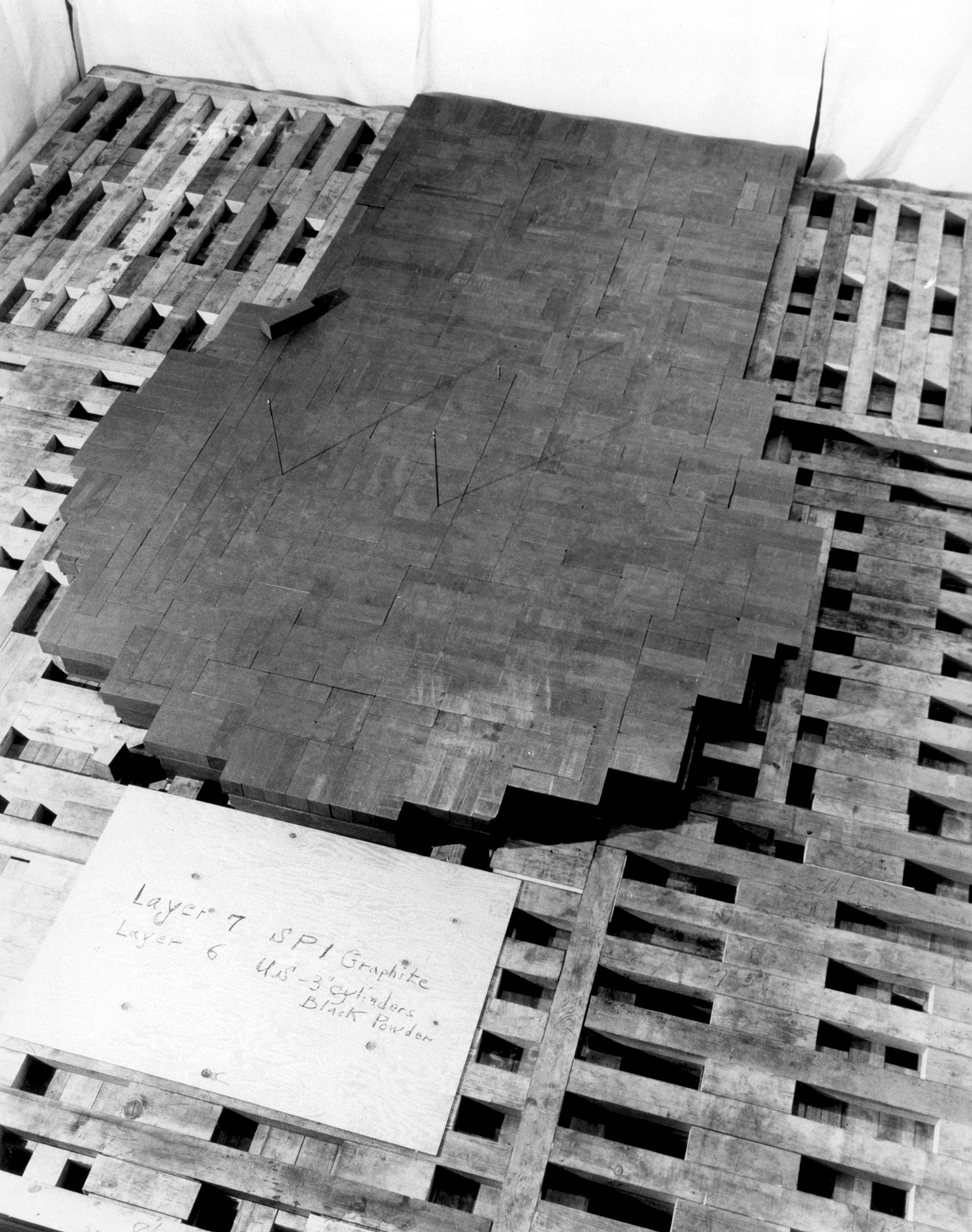
Чикагский ядерный реактор в процессе создания

К осени 1942 года уже имелось достаточное количество чистых материалов (графита, урана) для создания первого в мире успешно работавшего ядерного реактора. Им занимался Энрико Ферми, работавший в Чикагском университете. Реактор был собран под западными трибунами стадиона «Стагг-филд» Чикагского университета. В ночь на 2 декабря 1942 года впервые в истории была осуществлена управляемая самоподдерживающаяся цепная реакция деления ядер атомов урана.
После создания этого экспериментального реактора в феврале 1943 года в Ок-Ридже началось строительство плутониевого завода. Первый реактор для наработки плутония был запущен 4 ноября 1943 года, первые образцы плутония были получены в конце ноября 1943 года.
Практически одновременно со строительством плутониевого завода в Ок-Ридже началось строительство второго промышленного плутониевого реактора в Хэнфорде (штат Вашингтон). За период с марта 1943 по сентябрь 1944 года в Хэнфорде соорудили ещё три реактора для наработки плутония. Их созданием занимался Г. Сиборг.
Освоением металлургии плутония занималась Металлургическая лаборатория Чикагского университета, которой руководил А. Комптон.

## Разработка атомной бомбы

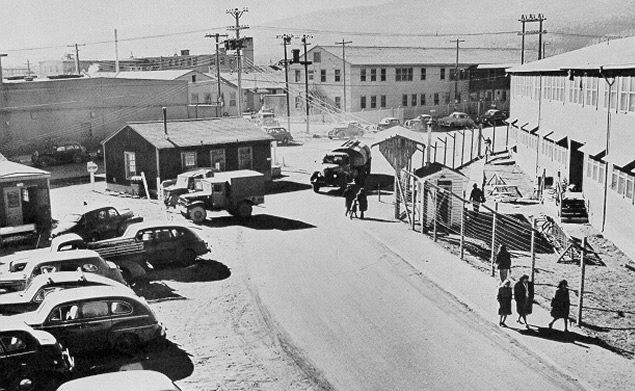
Лос-Аламосская лаборатория, 1944 год

За создание конструкции ядерного заряда отвечала созданная в 1943 году лаборатория в Лос-Аламосе, научным руководителем которой был Р. Оппенгеймер.

### Разработка урановой бомбы
Бомба «Малыш» (Little Boy) была ядерным боезарядом пушечного типа.
Сомнений в работе пушечной схемы не было, поэтому её испытания на полигоне не проводились. Бомба «Малыш» была сброшена на Хиросиму 6 августа 1945 года.

### Разработка плутониевой бомбы
Получение плутония-239 для плутониевых зарядов не было связано напрямую со сложностями в получении урана-235, так как в случае с плутонием-239 используется специальный ядерный реактор и имеющийся в большом количестве уран-238. Весной-летом 1944 года выяснилось, что плутоний-239 имеет значительные примеси изотопа плутоний-240, который имеет склонность к спонтанному делению. Из-за этого пушечная схема для плутониевой бомбы оказалась неосуществимой: плутоний-240 вступит в реакцию деления до того момента, как элементы ядерного заряда соединятся в критическую массу. Отказаться от использования плутония не представлялось возможным из-за того, что выработанного к лету 1945 года урана-235 хватило бы только на одну бомбу, а плутония-239 было намного больше. Было принято решение вместо пушечной схемы для плутониевой бомбы использовать имплозивную схему, которая сжимала надкритическую массу плутония сфокусированной взрывной волной достаточно быстро, чтобы избежать эффекта спонтанного деления плутония-240. Основными разработчиками имплозивной схемы были Р. Толмен, Р. Сербер и Сет Неддермайер.

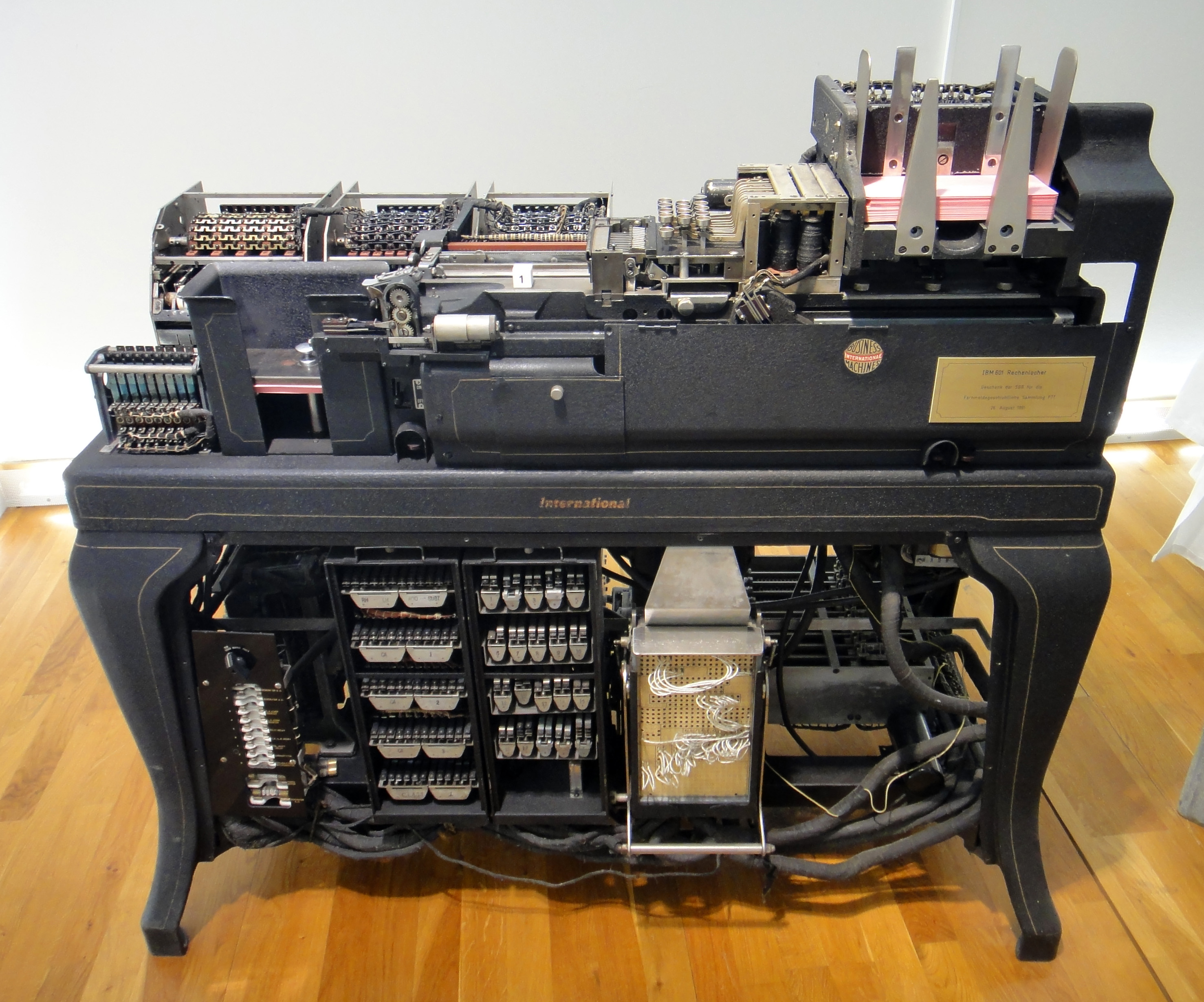
Табулятор IBM 601

Имплозивная схема требовала большого объёма расчётов для выбора наилучшего и самого надёжного варианта схемы. Так как вычислители-люди не справлялись с объёмом вычислений, в конце 1943 года были заказаны табуляторы IBM 601, которые весной 1944 года за три недели выполнили объём работ, который без них потребовал бы нескольких месяцев. Из нескольких вариантов имплозивной схемы путём экспериментов, опытов и расчётов был выбран Вариант III (Mark III), как наиболее многообещающий, и группа занялась более детальным обсчётом только этого варианта.
За решение проблемы имплозивного обжатия плутониевого ядерного заряда атомной бомбы в Лос-Аламосе отвечал отдел Джорджа Кистяковского. Оценки, выполненные Дж. Кистяковским, показали, что для этого необходимо использовать как «быстрые», так и «медленные» взрывчатые вещества. Кистяковским было создано новое «медленное» взрывчатое вещество, получившее название «баратол».
Безоболочечное ядерное взрывное устройство «Штучка» (Gadget) на основе плутония-239 и имплозивной схемы «Вариант III» было взорвано во время испытания «Тринити» на полигоне Аламогордо в штате Нью-Мексико 16 июля 1945 года. Испытание показало, что выбранный Вариант III имплозивной схемы сработал и достаточно надёжен.
Вариант этого устройства, оформленный в корпус авиабомбы «Толстяк» (Fat Man), был сброшен на Нагасаки 9 августа 1945 года.

## Первое ядерное испытание и применение ядерного оружия

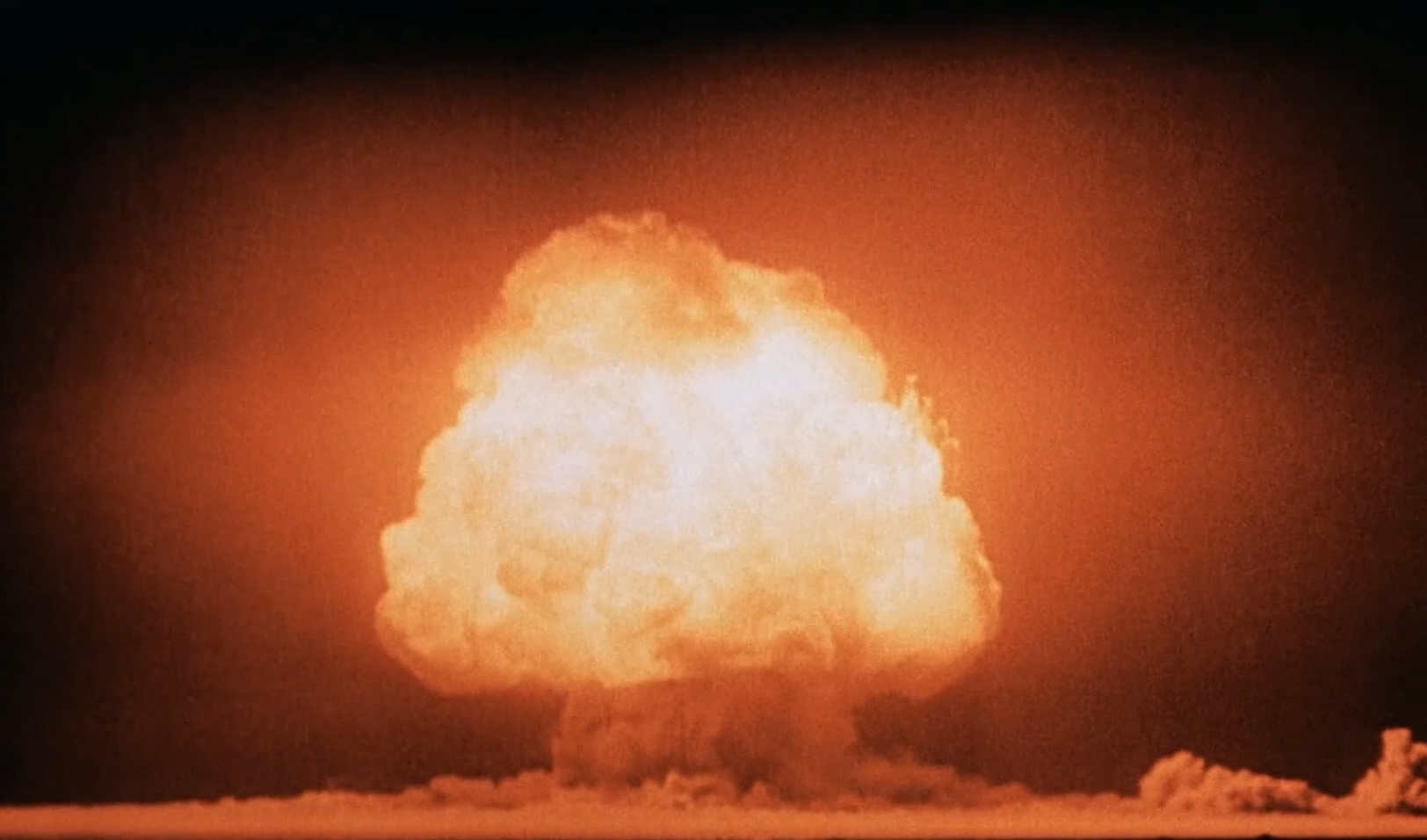
Первый в мире ядерный взрыв, 16 июля 1945 года

Первое испытание (кодовое название «Тринити») ядерного взрывного устройства на основе плутония-239 (в ходе испытания тестировалась именно плутониевая бомба имплозивного типа) было проведено в штате Нью-Мексико 16 июля 1945 года (полигон Аламогордо).
В августе 1945 года США произвели бомбардировку японских городов Хиросима и Нагасаки.

## После окончания войны
Манхэттенский проект создавался с единственной военной целью: создать атомную бомбу к лету 1945 года. Все усилия военных, учёных и инженеров были направлены на создание работающего атомного оружия. Все расчёты, опыты и исследования в области атомного ядра, ядерной энергии велись только в том направлении, которое вело к конечной цели. Все другие побочные научные изыскания, исследования и варианты отбрасывались из-за жёстких сроков и ограниченности человеческих и материальных ресурсов.
Так как Манхэттенский проект выполнил свою единственную задачу, в сентябре 1945 года после окончания Второй мировой войны его стали покидать учёные, возвращаясь к своим прежним научным работам. Сменивший Роберта Оппенгеймера на посту научного директора Лос-Аламосской лаборатории Норрис Брэдбери ещё в течение года с трудом поддерживал работу лаборатории, занимая оставшихся учёных теоретическими задачами в области термоядерного синтеза и улучшениями имевшихся атомных бомб до тех пор, пока в высших политических кругах не было принято решение, что делать с атомным оружием, кто будет осуществлять контроль за его хранением и разработкой, и как всё это будет финансироваться.